# جيمس س. كينيدي
جيمس س. كينيدي (بالإنجليزية: James C. Kennedy)‏ هو رائد أعمال أمريكي، ولد في القرن العشرين في هونولولو في الولايات المتحدة.

## وصلات خارجية
- جيمس س. كينيدي على موقع إن إن دي بي (الإنجليزية)